# Fabronia angustifolia
Fabronia angustifolia är en bladmossart som beskrevs av Gao Chien och Fu Xing in Wu Pan-cheng 2002. Fabronia angustifolia ingår i släktet Fabronia och familjen Fabroniaceae. Inga underarter finns listade i Catalogue of Life.